# Александр Чижевский. Пленённый солнцем
«Александр Чижевский. Пленённый солнцем» — белорусский документально-игровой биографический фильм 2021 года режиссёра Тараса Ващенко. Лауреат Гран-при МКФ «Циолковский» и ряда национальных фестивалей. Производство студии исторических фильмов «Мастерская Владимира Бокуна».

## Сюжет
В основе фильма реальное повествование биографии выдающегося учёного Александра Леонидовича Чижевского, его научной деятельности и фундаментальных открытиях.

## В главных ролях
Игорь ДЕНИСОВ (Александр Чижевский), Игорь ПЕТРОВ, Павел УСТИНОВ (Чижевский в детстве), Игорь СИДОРЧИК, Роман ДЕРВОЕД, Ирина АБРАМОВИЧ, Андрей СЕНЬКИН

## Съёмочная группа
- Режиссер-постановщик Тарас ВАЩЕНКО
- Оператор-постановщик Андрей ДУК
- Звукорежиссёр и композитор Максим ВОЛОДИН
- Постпродакшн Алексей ТУРАНОВ
- Исполнительный продюсер Валентина ЖАРСКАЯ
- Продюсер Владимир БОКУН

## Критика
Как заметил известный продюсер и сценарист Эжен Щедрин: «В этом фильме всё сошлось — и важность, актуальность темы, и то, как интересно её раскрыли авторы». Наталья Алексеевна Абакумова отметила как художественные достоинства фильма, так и важность популяризации имени и идей Чижевского.